# Герб Маседу-де-Кавалейруша
Ге́рб Масе́ду-де-Кавале́йруша — офіційний символ міста Маседу-де-Кавалейруш, Португалія. Використовується як територіальний герб. У срібному щиті гілка з трьома золотими каштанами та зеленим листям. У чорній облямівці дев'ять срібних острозьких зірок з отворами по середині. Щит увінчує срібна мурована міська корона з п'ятьма вежами.  Під щитом біла стрічка, на якій великими літерами напис португальською: «Macedo de Cavaleiros» (Маседу-де-Кавалейруш).  Офіційно затверджений 11 листопада 1999 року. Створений на основі попереднього містечкового герба, ухваленого 27 квітня 1935 року. 

## Галерея

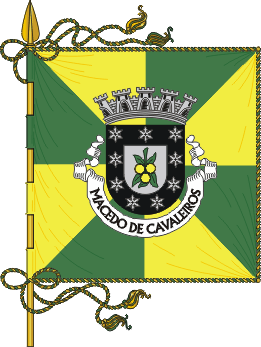
Прапор